# Ева Волицер
Ева Волицер е българска актриса, певица и режисьор, професор в Нов български университет и театрален продуцент. Тя има повече от 50 роли в различни театри като Русенския драматичен театър, Пътуващия софийския театър, театър „Сълза и смях“, както и международни участия в Тел Авив, Виена, Рига, САЩ и др. Релизирала е като режисьор над 20 спектакъла с млади актьори. Създател и продуцент на театър „Галерия“.

## Биография
Ева Волицер завършва ВИТИЗ „Кръстьо Сарафов“ със специалност актьорско майсторство в класа на проф. Желчо Мандаджиев и Крикор Азарян.
2017 г. реализира Майсторски клас с актьори в „Лий Страсбърг институт за театър и кино“, Ню Йорк.
През 2002 – 2003 г. печели стипендията Фулбрайт в Ню Йорк, където преподава актьорско майсторство в Университета Пейс и прави изследване върху съвременния американски театър..
През 1996 г. публикува албум с 22 древни еврейски песни на ладино, който се продава из целия свят.
Автор е на книгата „Актьорското майсторство. Пътища за овладяване“, издание на Нов български университет (2010).
Понастоящем е директор на частен театър „Галерия“ и професор по актьорско майсторство в Нов български университет.

## По-значими роли в театъра

### Независим театър „Галерия“
- Ейвис – „Водно огледало“ от Лий Блесинг
- Хлое – „Моята скъпа лейди“ от И. Хоровиц
- Дора – „Люляци и паланчика“ от Рада Москова
- Журналистката – „Ключът“ от Константин Илиев
- Маги – „Портрет“ от Т. Хау
- Маргарет – „Двоен дубъл“ от К. Рийс
- Марсия – „Бояджията“ от Д. Чърчил

### Държавен театър „Сълза и смях“ – София
- Ципора – „Хора с куфари“ от Ханох Левин
- Пиа – „Островът на козите“ от Уго Бети
- Булката – „Сватба“ от Бертолд Брехт
- Учителката по танци – „Тримата шишковци“
- Кери – „Играчки на тавана“ от Лилиан Хелман
- Лили Бел – „Странната мисис Севидж“ от Дж. Патрик
- Смелская – „Таланти и поклонници“ от Николай Островски
- Хермия –“Капризите на Мариана“ от Алфред дьо Мюсе
- Доня Анна – „Дон Жуан“ от Макс Фриш
- Виктория – „Мата Хари“ от Недялко Йорданов
- Студентката – „Краят остава за вас“ от Георги Данаилов

### Камерен театър към Съюз на артистите в България
- Попова – „Мечка“ от Антон Чехов
- Наталия – „Предложение“ от Антон Чехов
- Люси – „Смях под бесилката“ от Ричардсън

### Софийски пътуващ театър
- Марчела – „Събота, неделя, понеделник“ от Едуардо де Филипо
- Баронеса фон Мюнхаузен – „Най-справедливият“ от Г. Горин
- София – „Черните невести“ от Гр. Павлов

### Русенски драматичен театър
- Секретарката – „Час пик“ от Йежи Ставински
- Лейди Ана – „Ричард III“ от Уилям Шекспир
- Ана – „Веселите Уйндзорки“ от Уилям Шекспир
- Ана Вишневска – „Доходно място“ на Николай Островски
- Учителката – „Птиците на нашата младост“ от Йон Друца
- Лекарката – „Свободно място във влака“ от Ст. Стайчев

### Моноспектакли
- „Изповядвам, че живях“ по Пабло Неруда
- „Царици на нощта“ по П. К. Яворов
- „Отворете балкона отворен“ по Фредерико Гарсия Лорка

## Филмография
- Откраднат живот (тв сериал) – (в XXXV, XXXVI, XXXVII и XXXVIII епизод)
- Контракт – (американска продукция)
- Софийска история (1990)
- Ешелоните на смъртта
- Тази хубава зряла възраст
- Хора и богове (3-сер. тв, 1979)
- Петимата от РМС (5 серии, 1977) - (в 1 серия: II)

## Други творчески изяви
Режисьор на спектакли със студенти в Университески театър НБУ:
„Плешивата певица“ - Йожен Йонеско 2018 г.
„Шега в две действия“ - Антон П. Чехов 2017 г.
„Троянки“ от Еврипид 2016 г.
„Магична нощ“ 2015 г.
„Забавно като патерица“ Рич Орлоф 2014 г.
„Стъклената менажерия“ Тенеси Уилямс 2013 г.
„33 Припадъка“ А. П. Чехов 2012 г.
„Метаморфози“  М.Цимерман 2011 г.
„Сън в лятна нощ“ У.Шекспир 2010 г.
„Предназначено за събаряне“ Т. Уилямс 2009 г.
Предградие, Е. Богожиян
Хлапето Купидон. У.Шекспир
Мечка и Предложение, А.П.Чехов
Нямам да платим, няма да платим, Дарио
Художествен ръководител и режисьор на Младежка театрална студия към Фондация Св. св. Кирил и Методий и Театър „Сълза и смях“
Има участия в международни фестивали и гостувания: Валансен – Франция; Ротердам и Алмело – Холандия; Тун – Швейцария; Дом Витгенщайн – Виена; Фестивалите „Аполония“, „Дионисия“, ГИТИЗ и ВГИК Москва, Български културен институт Лондон, Български културен институт Братислава, Български културен институт Виена